# 金川町 (名古屋市)
金川町（かねかわちょう）は、愛知県名古屋市港区の地名。丁番を持たない単独町名である。当地域の人口は0世帯・0人（2018年3月1日現在）。住居表示実施地域。バス停などに「かながわちょう」の表記がみられる。

## 地理
名古屋市港区東部に位置する。東は港明二丁目、西は金船町、南は河口町、北は津金二丁目に接する。

## 歴史

### 沿革
- 1930年（昭和5年）3月15日 - 南区熱田前新田の一部により、同区金川町として成立[1]。
- 1937年（昭和12年）10月1日 - 港区成立に伴い、同区金川町となる[1]。
- 1947年（昭和22年）5月10日 - 熱田前新田の一部を編入する[1]。
- 1974年（昭和49年）12月9日 - 熱田前新田および津金町の各一部を編入する。また、一部が河口町・津金二丁目にそれぞれ編入される[1]。

## 学区
市立小・中学校に通う場合、学校等は以下の通りとなる。また、公立高等学校に通う場合の学区は以下の通りとなる。
| 番・番地等 | 小学校               | 中学校               | 高等学校 |
| ---------- | -------------------- | -------------------- | -------- |
| 全域       | 名古屋市立中川小学校 | 名古屋市立港明中学校 | 尾張学区 |

## 施設
- ららぽーと名古屋みなとアクルス
- PORTBASE
- 東邦液化ガス みなとアクルスエコ・ステーション

## その他

### 日本郵便
- 郵便番号 : 455-0017[4]（集配局：名古屋港郵便局[11]）。